# Horizontina Futsal
O Horizontina Futsal é um clube de futebol de salão da cidade de Horizontina, do estado do Rio Grande do Sul. Foi fundado em 1 de janeiro de 1980, com o nome de Esporte Clube Caipirinha. Manda seus jogos no Ginásio Edio Stoll.
Horizontina futsal e tricampeão gaúcho 2005,2006,2007

## História
O EC Caipirinha foi criado em 1980 em Horizontina, por um grupo de amigos que se reuniam sempre no final da tarde para conversar e tomar uma caipirinha. Ao longo dos anos o clube participou de diversos campeonatos de futsal municipais e regionais, conquistando, em 2000, o 32º JIRGS - Jogos Intermunicipais do Rio Grande do Sul. Logo em seguida filia-se à FGFS - Federação Gaúcha de Futsal - e disputa o campeonato da Série Bronze em 2001, pela 1ª vez. É o Campeão e classifica-se para a Série Prata no ano seguinte.
Na disputa do campeonato da Série Prata em 2002 se classifica para a Série Ouro. Em 2003, já com o patrocínio da John Deere, o clube fica entre os quatro primeiros colocados da elite do Futsal do Rio Grande do Sul.
Em 2004 a empresa John Deere patrocinadora da equipe aumenta o investimento e o clube passa a se chamar John Deere Futsal, com planos de disputar a Liga Nacional de Futsal e construir um ginásio com capacidade para 5.000 pessoas em Horizontina.
Nos anos seguintes, o clube de Horizontina conquista o tricampeonato  Gaúcho da Série Ouro entre os anos 2005/2007, vencendo a ACBF em duas oportunidades e A UCS em 2007. Na Liga Nacional sua melhor campanha foi em 2005, onde alcançou a terceira colocação, disputando a semifinal contra a equipe do Malwee/Jaraguá, vencendo o primeiro jogo, mas sendo eliminado no jogo extra.
A partir de 2008 a John Deere passou a não ser o principal patrocinador. A equipe retomou o nome do antiga associação que começou o futsal de Horizontina, o Esporte Clube Caipirinha, adotando o nome fantasia de Horizontina Futsal.

## Títulos
| ESTADUAIS         | ESTADUAIS                                  | ESTADUAIS                             |
| Competição        | Competição                                 | Títulos                               |
| ----------------- | ------------------------------------------ | ------------------------------------- |
| Rio Grande do Sul | Campeonato Gaúcho de Futsal - Série Ouro   | 3 (2005, 2006 e 2007)                 |
| Rio Grande do Sul | Campeonato Gaúcho de Futsal - Série Prata  | 1 (2002) (Título em discusão na FGFS) |
| Rio Grande do Sul | Campeonato Gaúcho de Futsal - Série Bronze | 1 (2001)                              |